# Brit funk
Le Brit funk (ou Britfunk) est un genre musical qui trouve son origine dans la scène musicale britannique de la fin des années 1970 et qui est resté populaire dans les années 1980. Il mélange des éléments de jazz, de funk, de soul, de rythmes de street dance et d'accroches pop. La scène a émergé dans le sud de l'Angleterre et s'est répandue avec le soutien de DJ comme DJ Froggy, Greg Edwards, Robbie Vincent, Chris Hill et Colin Curtis. Parmi les principaux groupes de funk, citons Jimmy James and the Vagabonds, Average White Band, Ian Dury and the Blockheads, Carl Douglas, Freeeze, Hot Chocolate, the Delegation, Hi-Tension, Light of the World, Level 42, Central Line, the Pasadenas, Beggar and Co et Soul II Soul. Le genre a également influencé les groupes new wave/pop des années 1980 tels que Culture Club, Bow Wow Wow, Pigbag, Dexys Midnight Runners et Haircut 100. C'est un genre musical tiré du jazz ayant émergé aux États-Unis dans les années 1960.

## Nom et caractéristiques
Le terme Brit funk provient des DJ des clubs et de James Hamilton du Record Mirror, dont la rubrique a une influence majeure sur le lancement de nouveaux disques. Le Brit funk est une fusion de rythmes de RnB, de funk et de musique soul. Les pionniers de ce son, les groupes Hi-Tension et Light of the World, mettaient une touche britannique dans leur instrumentation et leur chant, évitant les accents américains. La scène émergente du punk rock est également citée comme inspiration par les musiciens britanniques de funk : Jean-Paul « Bluey » Maunick, guitariste de Light of the World puis leader d'Incognito, a déclaré que l'énergie du punk et son manque d'expérience musicale l'ont amené à tenter d'imiter le slick funk des groupes américains de soul et de jazz-funk des années 1970, pour aboutir à un son « quelque part entre cela et un type qui se contente de frapper une guitare », tandis que John Rocca de Freeez - qui a été signé par le label punk Beggars Banquet Records - a également établi des parallèles entre les deux scènes. Le cofondateur de Hi-Tension, Paul McLean, a également suggéré que les racines caribéennes de nombreux musiciens de Brit funk influençaient leur musique, ce qui se traduisait par « un rythme plus lâche (et) des touches de reggae dans le son. »